# جورج دبليو. إم. رينولدز
جورج دبليو. إم. رينولدز (بالإنجليزية: George W. M. Reynolds)‏ (23 يوليو 1814 في المملكة المتحدة - 19 يونيو 1879)؛ صحفي وروائي بريطاني.